# Casomai (film)
Casomai è un film del 2002 diretto da Alessandro D'Alatri.
La pellicola ha come protagonisti Fabio Volo e Stefania Rocca.

## Trama
Tommaso e Stefania sono una coppia che si vuole sposare. Desiderano che il loro matrimonio, la cerimonia e la vita futura, siano speciali. Al prete che chiede cosa immaginano sia il matrimonio, Stefania risponde che per lei funziona come una coppia di pattinatori, entrambi devono avere fiducia in sé stessi, ma soprattutto devono avere fiducia nel compagno: l'unico modo per non cadere è restare insieme e lottare.
Il giorno della cerimonia il prete allora si adopera perché il tutto sia qualcosa di nuovo, qualcosa che nessuno ha mai visto.
Una volta sposati nasce un bambino e il loro resta un amore sincero, passionale, sano. Sono una coppia fortunata: giovani, carini, innamorati ed entrambi occupati nel mondo della pubblicità, lei truccatrice, lui direttore artistico. Intorno a loro un mondo di amici, parenti, conoscenti, che si emoziona, partecipa, dà consigli, anche non richiesti. Affronteranno assieme tante difficoltà, frustrazioni lavorative, economiche, in un isolamento sociale imprevisto e nella progressiva mancanza di supporto dai familiari.
Gradualmente l'amore sembra cedere il passo ad uno stanco adattamento a tutto questo. Stefania e Tommaso diventano una coppia come tante altre: non hanno più interessi comuni, non comunicano, litigano senza sapere perché, si tradiscono. 
Alla fine, si separano in un astioso divorzio.
Questo epilogo tuttavia si rivela solo un'ipotesi del parroco: casomai Tommaso e Stefania siano esposti a un tale scenario di coppia, chiede al resto della gente di impegnarsi a non lasciare che ciò si verifichi, perché il rapporto tra due persone resta sempre condizionato dalla presenza di tutti gli altri. Per quanto triste, il fallimento di un rapporto di coppia resta una realtà a cui tutti si sono ormai abituati, quindi per renderlo speciale ci si potrebbe impegnare tutti a mantenerlo integro. Molti si dichiarano contrari all'agire così, ritenendo che il matrimonio alla fine resti un evento privato, e allora il parroco a sorpresa chiede a tutti gli invitati di uscire, in modo che lui possa celebrare la cerimonia con i due sposi soltanto. Terminata la cerimonia, gli invitati vedono i neosposi uscire, ancora fiduciosi del loro futuro.

## Riconoscimenti
- 2003 - David di Donatello
  - Candidatura Migliore sceneggiatura a  Anna Pavignano e Alessandro D'Alatri
  - Candidatura Migliore attrice protagonista a Stefania Rocca
  - Candidatura Miglior attore protagonista a Fabio Volo
  - Candidatura Miglior colonna sonora a Pivio e Aldo De Scalzi
  - Candidatura Miglior sonoro a Maurizio Argentieri
- 2002 - Nastro d'argento
  - Migliore sonoro a Maurizio Argentieri
  - Candidatura Migliore attrice protagonista a Stefania Rocca
  - Candidatura Migliore colonna sonora a Pivio e Aldo De Scalzi
  - Candidatura Migliore canzone originale per Dancing e Heaven Out of Hell a Elisa
  - Candidatura Miglior montaggio a Osvaldo Bargero
- 2003 - Globo d'oro
  - Candidatura Migliore attrice a Stefania Rocca